# Автомобильные дороги Крыма
В Крыму протяженность автомобильных дорог общего пользования составляет 6 266,8 км.
В том числе:
- автодороги государственного значения — 1 822,8 км,
  - международные — 521,0 км,
  - национальные — 195,7 км,
  - региональные — 467,5 км,
  - территориальные — 638,6 км;
- автодороги местного значения — 4 444 км,
  - областные — 216 км,
  - районные.

Статус федеральных планируется присвоить 1200 км дорог.
Протяжённость коммунальных автомобильных дорог составляет 8504,7 км.

## Федерального значения
В 1950 году была построена автомагистраль Москва — Харьков — Симферополь, по которой было установлено регулярное автобусное сообщение.
- А291 «Таврида». Автодорога Керчь — Симферополь — Севастополь[4]. Общая стоимость проекта оценивалась местными властями в 139 млрд рублей[5].

## Регионального значения
| Наименование автомобильных дорог                 | Индекс и № дорог | Протяжённость (с подъездами) в км |
| ------------------------------------------------ | ---------------- | --------------------------------- |
| Граница с Украиной — Джанкой — Феодосия — Керчь  | 35А-001          | 309,1                             |
| Граница с Украиной — Симферополь — Алушта — Ялта | 35А-002          | 197,7                             |
| Красноперекопск — Симферополь                    | 35К-001          | 115,0                             |
| Симферополь — Бахчисарай — Севастополь           | 35Р-001          | 36,6                              |
| Ялта — Севастополь                               | 35К-002          | 43,1                              |
| Симферополь — Феодосия                           | 35К-003          | 109,6                             |
| Симферополь — Евпатория                          | 35К-004          | 53,0                              |
| Алушта — Судак — Феодосия                        | 35К-005          | 121,3                             |
| Грушевка — Судак                                 | 35К-006          | 20,2                              |
| Западный обход г. Симферополя                    | 35К-007          | 7,3                               |
| Северное — Войково                               | 35К-008          | 26,1                              |
| Саки — Орловка                                   | 35К-009          | 41,9                              |
| Танковое — Оборонное                             | 35К-010          | 11,0                              |
| Симферополь — Николаевка                         | 35К-011          | 35,0                              |
| Черноморское — Воинка                            | 35К-012          | 120,6                             |
| Черноморское — Евпатория                         | 35К-013          | 67,2                              |
| Красногвардейское — Нижнегорский                 | 35К-014          | 36,2                              |
| Раздольное — Евпатория                           | 35К-015          | 67,6                              |
| Нижнегорский — Белогорск                         | 35К-016          | 54,1                              |
| Кировское — Первомайское                         | 35К-017          | 17,8                              |
| Ленино — Красногорка                             | 35К-018          | 4,1                               |
| Новопавловка — Научный                           | 35К-019          | 14,0                              |
| Бахчисарай — Ялта                                | 35К-020          | 69,9                              |
| Граница с Украиной — Армянск                     | 35А-003          | 13,9                              |
| Орловка — Бахчисарай                             | 35К-021          | 19,7                              |
| Гончарное — Ялта                                 | 35К-022          | 32,2                              |
| Евпатория — Мирный                               | 35А-004          | 25,8                              |
| Восточный обход г. Симферополя                   | 35К-023          | 12,1                              |
| Подъезд к международному аэропорту «Симферополь» | 35А-005          | 1,0                               |
| Транспортная развязка на обходе г. Симферополя   | 35К-024          | 2,1                               |
| Всего                                            |                  | 1685.2                            |

## Межмуниципального значения
- 35Н-001 трасса 35К-005 (Алушта — Судак — Феодосия) — база отдыха «Алушта» МЭИ
- 35Н-002 трасса 35К-005 — Рыбачье
- 35Н-003 трасса 35К-005 — п. Сатера
- 35Н-004 трасса 35К-005 — Семидворье
- 35Н-005 трасса 35К-005 — база отдыха «Эврика»
- 35Н-006 Малый Маяк — Кипарисное
- 35Н-007 Малый Маяк — Утёс
- 35Н-008 Малый Маяк — Чайка
- 35Н-009 подъезд к детским лагерям «Крымпотребсоюз», «Сатера»
- 35Н-010 трасса 35А-002 — Заповедник
- 35Н-011 трасса 35А-002 — Лавровое
- 35Н-012 трасса 35А-002 — Лучистое — трасса 35К-005
- 35Н-013 трасса 35К-005 — Генеральское
- 35Н-014 Пушкино — Партенит
- 35Н-015 трасса 35А-002 — Рабочий Уголок
- 35Н-016 трасса 35А-002 — Утёс
- 35Н-017 трасса 35А-002 — Ангарский перевал
- 35Н-018 Береговое — Бахчисарай
- 35Н-019 Песчаное — Почтовое
- 35Н-020 берег моря — Стерегущее

### Западный Крым
- Т-0107 Черноморское — Стерегущее — Раздольное — Воинка (трасса М-17 Армянск — Джанкой)
- Т-0108 Евпатория — Черноморское
- Т-0111 Евпатория — Раздольное

### Центральный Крым
- Т-0106 Симферополь — Николаевка (побережье Каламитского залива Чёрного моря)
- Т-0104 — Севастополь (Северная сторона) — Саки соединительная дорога между Т-2709(c Т-2701) , Т-0106 и трассой Симферополь — Саки — Евпатория
- Т-0116 Новопавловка (Трасса Симферополь — Севастополь) — Научный

### Юго-западный Крым
- Т-0117 Бахчисарай — Сирень — Куйбышево — Соколиное — Ялта
- Т-0105 Танковое — Черноречье — трасса Севастополь — Ялта
- Т-2701 — западная окраина Бахчисарая трасса Симферополь — Бахчисарай — Орловка (Севастопольский горсовет)
- Т-2703 — Верхнее Южнобережное шоссе: Севастополь — Гончарное (Севастопольский горсовет) — Орлиное (Севастопольский горсовет) — Байдарские ворота — Алупка
- Т-0109 — Романовское шоссе

### Степной Крым
- Т-0110 Красногвардейское — Нижнегорский
- Т-0112 Белогорск — Нижнегорский
- Т-0113 Трасса Симферополь — Феодосия Первомайское — Кировское
- Т-0114 Трасса Симферополь — Феодосия Ленино
- Т-0115 Трасса Судак — Грушевка

### ТрассыСевастопольскогогорсовета
- Т-2701 Бахчисарай — Орловка
- Т-2706 — к массивам Гагаринского района
- Т-2707 Фруктовое — Любимовка
- Т-2708 Штурмовое — Хмельницкое
- Т-2709 дорога Т-0104 (Орловка) — Кача
- Т-2710 Штурмовое — Сахарная Головка
- Т-2702 Севастополь — Балаклава
- Т-2711 Орлиное — Колхозное
- Т-2712 Передовое — Родниковское
- Т-2713 Орлиное — Тыловое — автодорога Н-19

## Областные и районные дороги Крыма
- С-0-10340 Приветное — Белогорск — более известна по старому названию Ускут — Карасубазар, после Великой Отечественной войны используется мало.
- С-0-11233 Евпатория — Мирный — «Устье» Донузлава — Черноморское
- С-0-10337 Белогорск — Пролом — Некрасово — Муромское — Льговское
- С-0-10516 Золотое Поле — Льговское — Автодорога P-23
- С-0-11425 Золотое Поле — Приветное и Айвазовское — Старый Крым
- С-0-110843 (Автодорога М-17) Батальное — Семисотка — Каменское — Арабатская стрелка — Соляное — грунтовая дорога по стрелке — Стрелковое — Счастливцево — Геническая горка — Генический пролив — Геническ
- Т-0114 (Автодорога P-23) — Ленино; далее — О-0-10801 — Калиновка — Семёновка — Щёлкино